# Johann II. von Streitberg
Johann II. von Streitberg, auch Johann Streitberger († 1. April 1428) war 39. Bischof von Regensburg und Fürstbischof des Hochstiftes Regensburg von 1421 bis 1428.

## Bischof von Regensburg
Johann II. von Streitberg stammte aus dem Geschlecht der von Streitberg. Er war zunächst Domherr von Regensburg und Pfarrer von Tegernheim.
Er war an Kreuzzugsvorbereitungen gegen die Hussiten beteiligt und in mehrere Fehden mit benachbarten Fürsten verwickelt. Übergriffe der Hussiten in die Oberpfalz fanden während seiner gesamten Amtszeit statt. Die Niederlage in der Schlacht bei Mies 1427 hatte zur Folge, dass die Hussiten nur noch weiter vordrangen. Das Kloster Schönthal und das Kloster Schwarzhofen wurden niedergebrannt. Drei Benediktiner aus dem Kloster Sankt Emmeram, die sich in Böhmischbruck aufhielten, wurden ermordet. Die Hussiten hatten aber auch einzelne Fürsprecher unter den Geistlichen des Bistums Regensburg. 1423 wurden zwei Regensburger Priester vom Bischof degradiert und von der weltlichen Justiz verbrannt.
Die Kastler Reform musste der Bischof im Kloster Ensdorf mit Gewalt durchsetzen. Der von ihm gegen den Willen der Mönche eingesetzte Abt erhielt nur mit seiner Unterstützung Zutritt ins Kloster. Die Mönche verließen daraufhin das Kloster und kehrten nach einigen Tagen mit Waffen zurück. Der Abt floh, aber der Bischof setzte dessen Amtsantritt schließlich dennoch durch. In den Klöstern Prüfening und Frauenzell erfolgte die Einführung der Reformen friedlich.